# 乔戈里萨峰
乔戈里萨峰（Chogolisa），又称新娘峰（Bride Peak），世界第三十六高峰，位于巴基斯坦喀喇昆仑山脉的支脉玛夏布洛姆山脉，靠近肯考迪亚地区的巴爾托羅冰川（Baltoro冰川）。乔戈里萨峰是一个峰群，主峰（乔戈里萨I峰）居西南面，海拔7,665米；侧峰（乔戈里萨II峰）居东北面，海拔7,654米，被登山家Martin Conway于1892年称作“新娘峰”。
1958年，一支由桑原武夫带领的日本京都大学登山队首次登上乔戈里萨II峰，登顶者为藤平正夫和平井一正。
而首次登上乔戈里萨I峰的记录则是一支由Eduard Koblmuller带领的奥地利登山队于1975年8月2日创造的，登顶者为Fred Pressl和Gustav Ammerer。